# 217-я истребительная авиационная дивизия
217-я истребительная авиационная дивизия (217-я иад) — соединение Военно-Воздушных сил (ВВС) Вооружённых Сил РККА, принимавшее участие в боевых действиях Великой Отечественной войны.

## История наименований
- ВВС 57-й армии

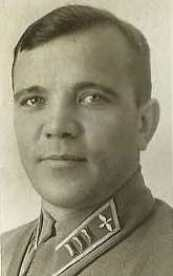
Командир дивизии В. И. Шевченко

- 217-я истребительная авиационная дивизия
- 8-я гвардейская истребительная авиационная дивизия
- 8-я гвардейская Киевская истребительная авиационная дивизия
- 8-я гвардейская Киевская Краснознамённая истребительная авиационная дивизия
- 8-я гвардейская Киевская Краснознамённая ордена Суворова истребительная авиационная дивизия
- 8-я гвардейская Киевская Краснознамённая орденов Суворова и Богдана Хмельницкого II степени истребительная авиационная дивизия
- 174-я гвардейская Киевская Краснознамённая орденов Суворова и Богдана Хмельницкого II степени истребительная авиационная дивизия

## Создание дивизии
217-я истребительная авиационная дивизия сформирована Приказом НКО СССР 23 мая 1942 года на базе Управления Военно-Воздушных Сил 57-й армии

## Переименование дивизии
За образцовое выполнение заданий командования в боях с немецкими захватчиками и проявленные при этом мужество и героизм 217-я истребительная авиационная дивизия 8 мая 1943 года Приказом НКО СССР переименована в 8-ю гвардейскую истребительную авиационную дивизию

## В действующей армии
В составе действующей армии с 23 мая 1942 года по 11 марта 1943 года, всего — 292 дня

## Командиры дивизии
| Звание                           | Ф. И. О.                 | Период               |
| -------------------------------- | ------------------------ | -------------------- |
| Полковник, Генерал-майор авиации | Галунов Дмитрий Павлович | 18.05.1942 — 02.1943 |
| Полковник                        | Ларюшкин Илья Павлович   | 02.1943 — 31.10.1943 |

## В составе объединений
| Дата          | Фронт (округ)                            | Армия               | Корпус                                |
| ------------- | ---------------------------------------- | ------------------- | ------------------------------------- |
| 23.05.1942 г. | Южный фронт                              | 4-я воздушная армия |                                       |
| 28.07.1942 г. | Северо-Кавказский фронт                  | 4-я воздушная армия |                                       |
| 10.08.1942 г. | Закавказский фронт Северная группа войск | 4-я воздушная армия |                                       |
| 24.01.1943 г. | Северо-Кавказский фронт                  | 4-я воздушная армия |                                       |
| 11.03.1943 г. | Резерв Верховного Главнокомандования     |                     |                                       |
| 15.04.1943 г. | Резерв Верховного Главнокомандования     |                     | 5-й истребительный авиационный корпус |
| 08.05.1943 г. | Резерв Верховного Главнокомандования     |                     | 5-й истребительный авиационный корпус |

## Части и отдельные подразделения дивизии
| Период                                           | Наименование                                                                        |
| ------------------------------------------------ | ----------------------------------------------------------------------------------- |
| 02.08.1942 — 23.08.1942                          | 8-й истребительный авиационный полк                                                 |
| 24.05.1942 — 08.09.1942                          | 40-й истребительный авиационный полк (с 08.02.1043 г. переименован в 41-й гв. иап)  |
| 09.02.1943 — 08.05.1942                          | 41-й гвардейский истребительный авиационный полк)                                   |
| 12.11.1942 — 12.03.1943                          | 84-й "А" истребительный авиационный полк                                            |
| 26.05.1942 — 08.02.1943                          | 131-й истребительный авиационный полк (с 08.02.1043 г. переименован в 40-й гв. иап) |
| 08.02.1943 — 08.05.1943                          | 40-й гвардейский истребительный авиационный полк)                                   |
| 08.12.1942 — 08.05.1943                          | 166-й истребительный авиационный полк                                               |
| 24.05.1942 — 29.07.1942                          | 170-й истребительный авиационный полк                                               |
| 24.05.1942 — 12.06.1942                          | 186-й истребительный авиационный полк                                               |
| 16.07.1942 — 26.07.1942, 14.10.1942 — 12.03.1943 | 249-й истребительный авиационный полк                                               |
| 14.09.1942 — 21.12.1942                          | 743-й истребительный авиационный полк                                               |
| 20.05.1942 — 31.05.1942                          | 762-й истребительный авиационный полк                                               |
| 13.09.1942 — 04.12.1942                          | 821-й истребительный авиационный полк                                               |
| 12.08.1942 — 21.12.1942                          | 862-й истребительный авиационный полк                                               |
| 06.06.1943 — 09.11.1943                          | 927-й истребительный авиационный полк                                               |
| 09.09.1942 — 26.09.1942                          | 47-й штурмовой авиационный полк ВВС ВМФ                                             |

## Участие в операциях и битвах
- Харьковская операция — с 23 мая 1942 года по 29 мая 1942 года.
- Воронежско-Ворошиловградская операция — с 28 июня 1942 года по 24 июля 1942 года.
- Донбасская операция — с 7 июля 1942 года по 24 июля 1942 года.
- Северо-Кавказская операция — с 25 июля 1942 года по 4 февраля 1943 года.
- Армавиро-Майкопская операция — с 6 августа 1942 года по 17 августа 1942 года.
- Моздок-Малгобекская операция — с 1 сентября 1942 года по 28 сентября 1942 года.
- Нальчикско-Орджоникидзевская операция — с 25 октября 1942 года по 12 ноября 1942 года.
- Ростовская операция — с 1 января 1943 года по 18 февраля 1943 года.
- Краснодарская наступательная операция с 9 февраля 1943 года по 16 марта 1943 года.

## Присвоение гвардейских званий
За образцовое выполнение заданий командования в боях с немецкими захватчиками и проявленные при этом мужество и героизм:
- 217-я истребительная авиационная дивизия 8 мая 1943 года Приказом НКО СССР переименована в 8-ю гвардейскую истребительную авиационную дивизию[2]
- 131-й истребительный авиационный полк 8 февраля 1943 года Приказом НКО СССР переименован в 40-й гвардейский истребительный авиационный полк[6].
- 40-й истребительный авиационный полк 8 февраля 1943 года Приказом НКО СССР переименован в 41-й гвардейский истребительный авиационный полк[6].
- 166-й истребительный авиационный полк 8 февраля 1943 года Приказом НКО СССР переименован в 88-й гвардейский истребительный авиационный полк[2].

## Герои Советского Союза
- Китаев Николай Трофимович, гвардии старший лейтенант, командир эскадрильи 40-го гвардейского истребительного авиационного полка 217-й истребительной авиационной дивизии 4-й воздушной армии 1 мая 1943 года Указом Верховного Совета СССР удостоен звания Герой Советского Союза. Золотая Звезда № 1063.
- Козаченко Пётр Константинович, майор, командир 249-го истребительного авиационного полка 217-й истребительной авиационной дивизии 4-й воздушной армии 1 мая 1943 года Указом Верховного Совета СССР удостоен звания Герой Советского Союза. Золотая Звезда № 999.
- Кратинов Семён Устинович, командир эскадрильи 131-го истребительного авиационного полка 217-й истребительной авиационной дивизии 4-й воздушной армии, впоследствии командир полка, Указом Президиума Верховного Совета СССР от 10 апреля 1945 года удостоен звание Героя Советского Союза, Золотая Звезда № 6089
- Назаренко Дмитрий Павлович, капитан, командир эскадрильи 131-го истребительного авиационного полка 217-й истребительной авиационной дивизии 4-й воздушной армии 13 декабря 1942 года Указом Верховного Совета СССР удостоен звания Герой Советского Союза. Золотая Звезда № 831.
- Новиков Константин Афанасьевич, гвардии младший лейтенант, старший лётчик 40-го гвардейского истребительного авиационного полка 217-й истребительной авиационной дивизии 4-й воздушной армии 1 мая 1943 года Указом Верховного Совета СССР удостоен звания Герой Советского Союза. Золотая Звезда № 1064.
- Середа Пётр Сельверстович, капитан, командир 84-го «А» истребительного авиационного полка 217-й истребительной авиационной дивизии 4-й воздушной армии 23 ноября 1942 года удостоен звания Герой Советского Союза. Золотая Звезда № 821
- Сигов Дмитрий Иванович, капитан, заместитель командира 131-го истребительного авиационного полка 217-й истребительной авиационной дивизии 4-й воздушной армии 13 декабря 1942 года Указом Верховного Совета СССР удостоен звания Герой Советского Союза. Посмертно.
- Скрябин Виктор Иванович, гвардии старший лейтенант, заместитель командира эскадрильи 40-го гвардейского истребительного авиационного полка 217-й истребительной авиационной дивизии 4-й воздушной армии 1 мая 1943 года Указом Верховного Совета СССР удостоен звания Герой Советского Союза. Посмертно.
- Токарев Моисей Степанович, майор, командир 862-го истребительного авиационного полка 217-й истребительной авиационной дивизии 4-й воздушной армии 13 декабря 1942 года Указом Верховного Совета СССР удостоен звания Герой Советского Союза. Золотая Звезда № 830.
- Шевелёв Сергей Николаевич, капитан, штурман 249-го истребительного авиационного полка 217-й истребительной авиационной дивизии 4-й воздушной армии 1 мая 1943 года Указом Верховного Совета СССР удостоен звания Герой Советского Союза. Золотая Звезда № 1006.
- Яровой Филипп Степанович, лейтенант, командир эскадрильи 131-го истребительного авиационного полка 217-й истребительной авиационной дивизии 4-й воздушной армии 23 ноября 1942 года Указом Верховного Совета СССР удостоен звания Герой Советского Союза. Посмертно.